# برين فاك
برين فاك (بالإنجليزية: Brainfuck)‏ هي لغة برمجة غير اعتيادية، صٌممت بهدف بناء لغة كاملة حسب تورنغ بأقل حجم مترجم ممكن.
لغة برين فاك ليست مصممة للاستخدام العملي، فهي تتكون من ثمان أوامر فقط، مما يجعل بناء البرامج البسيطة عملية معقدة، فتعتبر تحدي للمبرمجين ليختببروا حدود قدرتهم.